# McKenzie Westmore
McKenzie Westmore é uma atriz e cantora, mais conhecida por interpretar Sheridan Crane Lopez-Fitzgerald Boothe na soap opera Passions.

## Biografia

### Vida pessoal
McKenzie Westmore nasceu em San Fernando, no estado da Califórnia, sendo filha de Edith Adeline e do famoso maquiador Michael Westmore. Ela se formou no colegial em Los Angeles, no ano de 1995.
Em 25 de Maio de 2002, McKenzie se casou com o vocalista da banda Whiskey Falls, Keith Volpone, depois de conhecê-lo na gravação de um episódio de Passions, no qual Volpone e sua antiga banda haviam feito uma participação especial. O primeiro filho do casal, Maddox, nasceu em 21 de Maio de 2006.

### Carreira
Westmore começou sua carreira na televisão em 1988, quando participou de um episódio de Star Trek: The Next Generation. Na década seguinte, ela continuaria a fazer participações especiais em seriados, incluindo Weird Science e Star Trek: Voyager.
Em 1999, Westmore foi escalada para interpretar Sheridan Crane durante a pré-produção de Passions, e se envolveu na controversa trama que envolvia a princesa Diana quando o programa entrou no ar. A atriz permaneceria no seriado até o seu cancelamento em 2008.
Além da televisão, McKenzie Westmore também construiu uma sólida carreira no teatro, estrelando várias peças como Lend Me a Tenor, Twelfth Night, Dido and Aneas, Cirque du Soleil e The Cherry Orchard.
Atualmente é apresentadora do Reality Show Face Off, produzida pela Sci fy

## Filmografia

### Televisão
- 2011 Face Off como McKenzie Westmore

- 2008 All My Children como Dr. Riley Sinclair
- 2008 Passions como Sheridan Crane Lopez-Fitzgerald Boothe
- 2008 Dexter como Natalie
- 2004 Miss Match como Abby Connor
- 2000 Friends como McKenzie Westmore (Temporada 7, Episódio 18)
- 1999 Star Trek: Voyager como Ensign Jenkins
- 1996 Weird Science como Jessica
- 1988 Star Trek: The Next Generation como Rose

### Cinema
- 1998 Star Trek: Insurrection